# 方法学
在最普遍的意義上，方法論（或稱方法學）是對研究方法的研究。該術語也可以指方法本身或相關背景假設的哲學討論。 
方法是實現特定目標的結構化過程，這個目標通常是發現新知識或驗證先前存在的知識主張。在研究中，方法通常涉及多個步驟，例如選擇樣本、從該樣本中收集數據以及解釋該數據等。
方法研究涉及對這些過程的詳細描述和分析。透過比較不同的方法，可以評估不同研究方法相對於不同研究目標和情況的優劣。這可以使研究人員了解在每個步驟中應該採用哪種方法，使研究過程更加有效率和可靠。
對方法的描述和評價往往依賴於哲學背景假設。這些假設是關於如何將所研究的現象概念化、討論構成支持或反對現象的證據，以及研究的總體目標是什麼等問題。當從最廣義上理解時，方法論還包括對這些更抽象問題的討論。
方法論類型之間討論最多的區別是定量方法和定性方法之間的區別。 定量研究是自然科學的主要方法論。 它使用精確的數值測量，通常是為了找到可用於預測未來事件的普遍規律。 定性研究更具有社會科學的特點，不太重視精確的數值測量。 它通常與人類行為和經驗有關。 它更多地旨在深入理解所研究現象的意義，而不是普遍的和預測的規律。 與定量研究相比，定性研究的樣本量通常較小。 方法論中的許多討論都涉及定量方法是否優越的問題，尤其是當應用於社會領域時是否足夠。 幾十年來，許多社會科學家開始使用混合方法研究，將兩種方法結合起來。 另一種分類區分實質方法和形式方法。 在這方面重要的是，研究是尋求一個特定領域的特定見解，還是尋求管理許多不同領域的更一般的見解。 被稱為“程序主義”的方法論觀點是有爭議的，它認為方法論的目標是精確地編纂規則，如果嚴格遵循這些規則，就會自動導致好的研究，類似於食譜。
許多理論家認為，方法論對於各種問題都很重要。 例如，對它的正確理解可能有助於研究人員以有效的方式得出可靠的理論。 在某些情況下，根據所選擇的方法，相同的事實材料甚至可能得出截然不同的結論。 在 20 世紀，人們對方法論的興趣顯著上升。 原因之一可能是當代社會面臨的許多全球性問題只能通過跨學科工作來解決。 方法論的進步通過使一個領域的研究人員更容易理解他們來自另一個領域的同行如何獲得知識來幫助這種協作努力。 儘管如此，也有人對方法論提出了許多批評。 許多反對意見針對特定的方法論觀點，例如，針對將定量研究置於首位的觀點。 一些批評更為廣泛，因為它們拒絕將方法論作為一門一般學科。 對此，一些批評家認為，“重要的是方法的使用，而不是研究方法”，認為它是無用的。 更嚴厲的批評認為方法論是有害的，例如，因為對方法的反思可能會導致比盲目遵循它們更多的錯誤，或者因為對方法的關注限制了研究人員的自由和創造力。
方法論與各個領域相關。 自然科學中占主導地位的方法稱為科學方法。 它包括觀察、提出假設、針對該特定假設進行設計的實驗、將測量結果與預期結果進行比較以及發布這些發現等步驟。 社會科學中常見的方法有社會統計調查、訪談、焦點小組和名義小組技術（英語：Nominal group technique）。 調查通常涉及大量樣本，並使用帶有封閉式問題的問卷。 面談通常包括一些開放性問題。 對於結構化訪談，所有問題都是預先計劃好的，而非結構化訪談則需要主持人根據訪談的流程即興提問並提出計劃外的問題。 焦點小組涉及對少數人口統計相似的人進行小組訪談，通常也包括公開討論。 名義小組技術是焦點小組的一種細微變化版本，它以更有條理的方式組織小組交流。 這有助於最大限度地減少可能影響參與者反應方式的某些群體效應。 哲學方法論屬於元哲學，主要討論方法論懷疑論、現象學方法、概念分析、思想實驗等方法。 在數學中，綜合方法是從已知到未知，而分析方法是從未知到已知。 統計與用於分析、解釋和呈現數據的方法有關。

## 定义
- 一门学问采用的方法、规则与公理；
- 一种特定的做法或一套做法；
- 在某种知识的领域上，对探索知识的原则或做法而作之分析（梅里厄姆-韦伯斯特词典）。

方法学意味着的通用概念就是：在某一门学问或所要探索的知识领域上，对所使用之个别方法加以整合、比较探讨与批判。
大多数科学学问都有它们各自特定的研究方法；方法学的任務，在於提出一系列能够支持这些方法之准确性和有效適用的原理。換言之，方法學在於證明方法的有效或無效，並提出支持採取或不支持採取該方法的理由。
在软件工程与专案管理中，方法学通常是指一系列编撰好的建议方法，有时还包括训练材料、正规教育性程序、工作表和图像工具。与其被称为方法学，这些概念比较适合叫作方法。

## 方法论的發展史

### 古中国
- 公元前600年：孔子提出了正名的要求，并提出“能近取譬”和“举一反三”等类推方法。
- 公元前350年：墨子在《墨经》中阐述了力的概念和力矩原理、槓桿原理，也提出了「粒子论」的雛形，指出「端」是不占有空间的，是物体不可再細分的最小单位。
- 公元前300年：公孙龙通过对“白马非马”这一命题的具体分析，提出了“唯乎其彼此焉”的正名原则。
- 公元前250年：韩非提出了「矛盾」概念，揭示了矛盾律。
- 公元前250年：荀子系统化地整理了名家和墨家對儒家正名思想的逻辑學理论。
- 公元86年：王充在反对宗教神学的斗争中，著作了《论衡》，强调要通过论证而达到辨真伪、证是非、驳虚假的目的。
- 公元240年：王弼为代表的“言不尽意”论和欧阳建的“言尽意”论之间的辩论。
- 公元1000年：程朱学派把「理」作为思想本体，發展出由一理推知諸理的认识论观点，是北宋理学的主要內容。

### 古典西方主流學派
在1960年代以前，西方科学研究的方法，从机械到人体解剖的研究，基本是按照笛卡儿的《谈谈方法》进行的，对西方近代科学的飞速发展，起了相当大的促进作用。
笛卡儿在《谈谈方法》中指出，研究问题的方法分四个步骤：
- 永远不接受任何我自己不清楚的真理，就是说要尽量避免鲁莽和偏见，只能是根据自己的判断非常清楚和确定，没有任何值得怀疑的地方的真理。就是说只要没有经过自己切身体会的问题，不管有什麽权威的结论，都可以怀疑。这就是著名的“怀疑一切”理论。例如亚里士多德曾下结论说，女人比男人少两颗牙齿。但事实并非如此。
- 可以将要研究的复杂问题，尽量分解为多个比较简单的小问题，一个一个地分开解决。
- 将这些小问题从简单到复杂排列，先从容易解决的问题着手。
- 将所有问题解决后，再综合起来检验，看是否完全，是否将问题彻底解决了。

#### 現代複雜科学的出現
笛卡儿的方法論有其一定的缺陷，如人体功能，只是各部位机械的综合，而对其互相之间的作用则研究不透。直到阿波罗1号登月工程的出现，美国科学家才发现，有的复杂问题无法分解，必须以复杂的方法来对待，因此导致系统工程的出现，方法论的方法才第一次被综合性的方法所取代。系统工程的出现对许多大规模的西方传统科学起了相当大的促进作用，如环境科学，气象学，生物学，人工智能等等。

### 引用
1. ↑  Webster's New International Dictionary of the English Language, Second Edition, Unabridged, W. A. Neilson, T. A. Knott, P. W. Carhart (eds.), G. & C. Merriam Company, Springfield, MA, 1950. "Methodology Usage Notes" （页面存档备份，存于）, entry at Merriam–Webster
2. ↑  Baskerville, R. . Computers & Security. 1991, 10 (8): 749–764. doi:10.1016/0167-4048(91)90094-T.
3. ↑  Kara, Helen. . Gergen, Kenneth J., Gergen, Mary M. Bristol: Policy Press. 2015: 4. ISBN 978-1-4473-1627-5. OCLC 908273802.
4. ↑  . Grierson, Elizabeth; Brearley, Laura; Hamm, Treahna. Rotterdam, The Netherlands: Sense Publishers. 2009. ISBN 978-90-8790-995-6. OCLC 551433734.
5. ↑  Cooper, Barry. . A&C Black. 8 March 2012. ISBN 978-1-4411-0063-4. OCLC 793207861.
6. ↑  Niglas, Katrin, , SAGE Handbook of Mixed Methods in Social & Behavioral Research (SAGE Publications, Inc.), 2010: 215–236  [2020-10-28], ISBN 978-1-4129-7266-6, doi:10.4135/9781506335193.n9
7. ↑  Newman, Isadore. . Benz, Carolyn R. Carbondale, Ill.: Southern Illinois University Press. 1998  [2021-12-16]. ISBN 0-585-17889-5. OCLC 44962443. （原始内容存档于2009-07-09）.
8. ↑  Irny, S.I. and Rose, A.A. (2005) "Designing a Strategic Information Systems Planning Methodology for Malaysian Institutes of Higher Learning (isp- ipta), Issues in Information System, Volume VI, No. 1, 2005.